# Batacká křesťanská protestantská církev
Batacká křesťanská protestantská církev (indon. Huria Kristen Batak Protestan, zkr. HKBP) je největší protestantská církev v Indonésii. Teologicky se hlásí k luterství.
Církev má přes 4 miliony členů, zejména z batackých národů. Církev vznikla v důsledku německé misie (Rýnská misijní společnost), zahájené roku 1861. Organizačně se ustavila jako samostatná státem uznaná denominace roku 1931. Od roku 1954 církev provozuje Nommensenovu univerzitu.
V čele církve stojí efor. Sídlo církve se nachází v Tarutungu na Severní Sumatře.